# ナファゾリン
ナファゾリン（naphazoline) は、血管収縮剤として利用される有機化合物。一般的には塩酸塩として用いられる。

## 性質
無臭の白い粉末で、味はとても苦い。水に溶けやすく、水溶液は酸性を示す。エタノールにはやや溶けやすく、酢酸には難溶。融点は約240℃から260℃。
| ナファゾリン | CAS登録番号 | 分子式        | モル質量 g mol−1 | 日化辞番号 | PubChem |
| ------------ | ----------- | ------------- | ---------------- | ---------- | ------- |
| ナファゾリン | 835-31-4    | C14H14N2      | 210.28           | J7.133A    | 4436    |
| 塩酸塩       | 550-99-2    | HCl C14H14N2  | 246.74           | J262.810D  | 11079   |
| 硝酸塩       | 5144-52-5   | HNO3 C14H14N2 | 273.29           | J300.553D  | 21225   |

## 用途
主に二つに分けられる。
- ひとつは、点眼薬としての利用で、目が充血した際にナファゾリンの血管収縮作用で粘膜に直接適用させ、充血を抑える。
- ふたつめに点鼻薬としての利用で、鼻炎症患者の鼻腔内で腫脹ができ、鼻づまりがある際に腫脹を縮小させ鼻づまりを改善させる。

近年、経鼻上部消化管内視鏡の前処置として、点鼻されている。

## 注意
- ナファゾリン塩酸塩は、滞留時間が長いため依存性が非常に強く、刺激もあるため大量に投与してはならない。また長期連用は避けること。
- MAO阻害剤を併用すると、アドレナリン作動薬であるナファゾリンの昇圧作用がMAO阻害剤によって増強され、急激な血圧上昇を引き起こす可能性があり、最悪の場合、死に至る可能性もある。

## 効能・効果
- 表在性充血（原因療法と併用）
- 上気道の諸疾患の充血・鬱血、上気道粘膜の表面麻酔時における局所麻酔剤の効力持続時間の延長